# Керрос
Керрос (ісп. Cerros) — руїни міста цивілізації мая у Белізі.

## Історія
Стародавня назва невідома. У IV столітті до нашої ери Церрос був невеликим селом фермерів, рибалок та торговців, у I ст. до н. е. перетворився на місто з храмами і площами. Незабаром навколо нього виникло самостійне царство, втім емблемний ієрогліф досі не дешифровано. Але політична історія досліджена ще недостатньо.
Вигідне географічне становище сприяло піднесенню міста й держави. За часів свого у 100—300 роках н. е. розквіту Керрос перетворюється на важливий прибережний центр, через який здійснювалася торгівля сіллю і медом, а також нефритом і обсидіаном з гірської частини мая. В цей період населення становило десь 1089 осіб.
Втім вже у IV ст. н. е. відбувається занепад. До 400 року значна частина населення залишає місто. Замість значного міста до кінця класичного періоду існувало як фактично сільська громада. Зрештою припинило своє існування.

## Опис
Розташовано неподалік від міста Коросаль, в однойменному окрузі, що в північній частині Белізу на півострові в затоці Четумаль. Особливістю цього поселення є те, що воно єдине з знайдених знаходиться не в джунглях, а на морському узбережжі.
Адміністративно-ритуальний центр розташовувався у північній частині, складається з декількох відносно великих структур і східчастих пірамід, акропольного комплексу (Споруди 29С, 4 і 6, також називається Східний акрополь) і двох майданчиків для гри у м'яч. Усі вони тягнуться з півночі на південь.
Перший храм (Споруда 5C-2) або Західний акрополь було побудовано близько 50 року до н. е. Він був звернений фасадом до центру міста. Сердиту маску бога Ягуар-Сонце досі можна розрізнити серед рельєфів його нижньої платформи, а трохи вище помітно величезну голову, що слугувала символом ранкової зірки (Венери). Ці дві маски були складовою частиною ансамблю з 4 кам'яних облич (Сонце, що сходить та заходить; Вечірня та Вранішня зірки), які розташовувалися з боків храмових сходів і символізували шлях сонця.
Через кілька років жителі міста збудували на високій платформі інший, ще більший за розмірами, храмовий комплекс відомий тепер під назвою Споруда 29С (заввишки 22 м,), на який можна було піднятися довгими кам'яними сходами, що починалися від підніжжя піраміди. З нього відкривається панорамний вигляд на затоку Четумал, місто Коросаль і гирло річки Нью-Рівер. На стіні цього храму зображені людські голови і голови ягуарів з вихідними з їх пасти завитками. Споруда 29С стала частиною Західного акрополя.
Потім з'явилося ще два храми. Один (Споруда 4), звернений фасадом на схід, його було задумано як царську усипальницю. Втім як така ніколи не використовувався з невідомих причин. Завершено близько 1 року н. е.
Інший (Споруда 6), звернений фасадом на захід, було присвячено ритуальним війнам. Був заввишки 16 м. Його було завершено близько 10 року н. е. Являв собою тріадовий храм з головним по центру й невеличкими з боків.
На південь від Споруди 4 розташовується храм (Споруда 3а). Зведено близько 100 року. Вважається останньою монументальною будовою Керроса, спорудженою за наказом останнього ахава.
На північ та південь від Споруди 29С виявлено 2 майданчики для гри у м'яч. Вони мають багато спільного. Особливістю є те, що на відміну від більшості майданчиків мая, відсутні верхні ігрові стінки. Саме ігрове поле підняте, до нього ведуть широкі проходи. Зведені між 50 до н. е. і 50 роком н. е.
Житлові комплекси поділяються на центральні та околишні, у залежності від соціального статусу: перші належали знаті, інші — простолюду.
Цікавими є виявлені поховання, у яких археологами було знайдено безліч артефактів, зокрема вироби з нефриту, коштовні мушлі, білі диски, рештки дзеркалець, гончарні вироби, зернотеки, інструменти з флінту.
Сьогодні крім руїн будівель навколо міста було розкопано залишки мережу зрошувальних каналів, які місцеві жителі використовували їх для зрошення полів.

## Дослідження
Відкрито у 1900 році археологом-аматором Томасом Ганном. Археологічні розкопки почалися в 1973 році, того ж року територію викупила корпорація Метроплекс (США) задля зведення туристичного комплексу навколо археологічної пам'ятки. Зрештою від цих планів відмовилися й передати землі з руїнами у власність уряду Беліза.
У 1974—1975 роках значні дослідження здійснені археологами на чолі із Девідом Фрейделєм. До 1981 року тривали розкопки під орудою Національного наукового фонду. У 1990-х роках тривали дослідження на чолі із Деброю Вокер. Натепер ще частина руїн все ще знаходиться під землею.